# Angie Sanclemente
Angie Sanclemente Valencia  (n. el 25 de mayo de 1979 en Bogotá, Colombia) es una exmodelo y reina de belleza colombiana. 

## Biografía
Nació en Bogotá, Colombia, pero estudió en Barranquilla. Entró al mundo del modelaje a los 15 años, pero alternaba esa actividad con trabajos comunes y corrientes. En 1999 se casó con el comerciante Alejandro Velásquez Rach, matrimonio que sólo duró tres meses. Fue elegida Reina Nacional del Café representando al departamento de Atlántico, pero dos días después perdió la corona por ser casada.
Divorciándose de su primer esposo, se casó y divorció nuevamente de un narcotraficante mexicano a quien sólo se identifica como "El Monstruo". De este hombre habría aprendido algunos secretos del narcotráfico y fue así como formó esta red que recluta a mujeres bellas y las usa como correos humanos o mulas para enviar heroína a Estados Unidos y Europa.
Una joven de nacionalidad argentina, de 21 años, llevaba en su equipaje 55 kilos de cocaína, por el que iba a recibir U$ 5.000. Su novio Ariel, de 25 años y vinculado al mundo del modelaje, fue la persona que la embarcó.
Cuando las autoridades investigaron a Ariel, encontraron información que lo relacionaba con una extranjera que había llegado a la Argentina con una perrita faldera pomerania. Esa mascota estaba en los registros de bodega del aeropuerto internacional de Ezeiza, bajo el nombre de 'Lulú' y de propiedad de Angie Salcelmente (sic) Valencia, el nombre con el que la colombiana se registró. El 14 de diciembre, la Policía Federal Argentina la detuvo en el barrio de Belgrano. Tres jóvenes de la organización huyeron, pero fueron identificados.
Cuando las autoridades investigaron a Ariel, encontraron información que lo relacionaba con una extranjera que había llegado a la Argentina  , la Policía Federal Argentina la detuvo en el barrio de Belgrano. Tres jóvenes de la organización huyeron, pero fueron identificados.
La pista se siguió después en un hotel cuatro estrellas de la capital argentina, de donde Sanclemente huyó. La Interpol emitió en marzo de 2010 una orden de captura en su contra.

## Captura
Angie Sanclemente Valencia fue detenida el 26 de mayo de 2010 en un hostal ubicado en la calle Paraguay 3357 del barrio porteño de Palermo, en Buenos Aires, Argentina donde se hacía pasar por estudiante universitaria procedente de México. Estuvo tres años en prisión. 

## Serie
R.T.I., realizó una serie para Caracol Televisión y Telemundo, en el año 2010, basada en la historia de Sanclemente llamada La diosa coronada.

## Salida de la Cárcel y Regreso a Colombia
Un juez argentino la condenó a 6 años y 8 de meses de prisión, pero solo cumplió la mitad de la condena por buena conducta. Al cumplir 3 años y 4 meses en la cárcel, Sanclemente fue deportada a Colombia se recuperó económicamente gracias a un canal de televisión que le pagó por unas declaraciones y después de dedicarse algún tiempo a predicar la palabra de Dios, actualmente es pastora cristiana y tiene una fundación llamada Los Pies de Cristo. 